# Jānis Paipals
Jānis Paipals (* 28. September 1983 in Gulbene, Lettische SSR) ist ein ehemaliger lettischer Skilangläufer. 

## Werdegang
Paipals trat von 2008 bis 2015 vorwiegend beim Scandinavian Cup an. Bei den nordischen Skiweltmeisterschaften 2009 in Liberec belegte er den 67. Platz im Sprint. Seine beste Platzierung bei den Olympischen Winterspielen 2010 in Vancouver war der 62. Platz im Sprint. Im Januar 2014 lief er in Nove Mesto sein erstes und einziges Weltcuprennen, welches er auf dem 75. Platz beendete. Bei den Olympischen Winterspielen 2014 in Sotschi  erreichte er den 71. Rang im Sprint. Im Februar 2015 errang er bei den nordischen Skiweltmeisterschaften 2015 in Falun den 81. Platz im Sprint.